# سمساره (فیلم)
سمساره (به انگلیسی: Samsara) فیلم مستند بدون گفتاری است که در سال ۲۰۱۱ به کارگردانی ران فریک و تهیه‌کنندگی مارک مگیدسون ساخته‌شد که در فیلم باراکا نیز با هم همکاری کرده‌بودند.
این فیلم در چهار سال و در بیش از ۲۵ کشور در فرمت ۷۰ میلی‌متری فیلمبرداری کرده و به فرمت دیجیتال تبدیل کردند. نخستین نمایش آن در سال ۲۰۱۱ در جشنواره بین‌المللی فیلم تورنتو بود و در اوت ۲۰۱۲ نمایش محدودی داشت. نام آن از واژه سمساره گرفته شده که در آیین‌های هندو و بوداگرایی به چرخهٔ زندگی و مرگ و انتقال روح از جسم مرده به جسمی تازه و تکرار زایش و مرگ گفته می‌شود.

## زمینه
تارنمای رسمی آن چنین گفته‌است: «سمساره با گسترش زمینه‌ای که در باراکا (۱۹۹۲) و کرونوس (۱۹۸۵) آغاز شده شگفتی‌های این جهان را بررسی کرده و به ژرفای روح و تجربیات انسانی گام می‌نهد. سمساره نه یک مستند سنتی است و نه یک سفرنامه، بلکه مدیتیشنی بدون گفتار است.»
فرک و مگدیسون تلاش کرده‌اند تا از وجود دیدگاه سیاسی در کار خود بپرهیزند. فریک می‌گوید: «ما قطعات مختلف را داشتیم و با فکر سیاسی نبودن کار آنقدر از آنها حذف کردیم تا اندازه شد. ما این کار را تنها با تصاویر و بدون موسیقی کردیم. ما اجازه دادیم که تصویر جریان یابد و سپس آنها را به یکدیگر متصل کردیم.»
نیویورک تایمز با بیان اینکه سمساره پیام خاصی ندارد نوشته‌است: «این فیلم همچون فیلم‌های بدون گفتار از تصاویر وسیعی است که امروزه جریان دارند، همچون فیلمهای کارگردان‌هایی چون میشائل گلاووگر (مرگ کارگر، به همراه صحنه‌های معدن سولفور که در سمساره نیز از آن تصویربرداری شده‌است) و نیکلاس گیرهالتر (ابندلند) که نقدهای جامعه‌شناسانه را در پی داشتند.»
از ابتدا تا انتهای فیلم، بیننده با تصاویر متضادی روبرو می‌شود: از طبیعت و دهکده‌ها تا کلان‌شهرهای پرجمعیت، از معابد کوهستانی و مساجد و کنیسه‌هایی با سقف‌های بلند تا آسمان‌خراش‌هایی با سقف‌های کوتاه، از آدم‌های آرام و ساکت قبیله‌ای و عشایری تا انسان‌های ماشینی و شتابان در متروهای شهری، از جوجه‌های ماشینی که زنده‌زنده به صف می‌شوند تا به مسلخ روانه شوند تا کارگران مونتاژ کار کارخانجات تولیدات غربی در کشورهای ارزان شرقی که هر یک معنایی عمیق در ژرفنای اندیشه را بیدار می‌سازد. چشم‌ها عنصری اساسی در سمساره هستند. از همان آغاز چشم‌های بیننده به سوی چشم‌های خیره رقصندگان بالی هدایت می‌شود و در پیکره‌های واحدی که با دست‌هایی رقصان همراه است تنها یک صورت است و دست‌هایی که با توازن و تعادلی منظم چشم‌هایی را بر روی دست‌های شان خالکوبی کرده‌اند و به شکلی نمادین جزء بودن انسان از کل را به تصویر می‌کشند.

## ساخت
این فیلم به کارگردانی ران فریک و تهیه‌کنندگی مارک مگیدسون ساخته‌شده که هر دو در باراکا (۱۹۹۲) با هم همکاری کردند و در سال ۲۰۰۶ برای ساختن سمساره با یکدیگر شروع به کار کردند. آن‌ها بدنبال مکان‌هایی بودند که بتوانند در آن‌ها «زایش، زندگی و مرگ» و همچنین «ناپایداری» را به خوبی نشان دهند. آن‌ها به خاطر کیفیت بالای دوربین ۷۰ میلی‌متری از آن استفاده کردند.
آن‌ها از سال ۲۰۰۷ به فیلمبرداری مشغول شدند
که بیش از چهارسال در ۲۵ کشور در پنج قاره مختلف زمان برد.
پس از سه سال از آغاز فیلمبرداری، به ویرایش و گردآوری بخش‌های آن پرداختند. آن‌ها چندین بخش را دوباره فیلمبرداری کردند تا به فیلم بیفزایند.
از سه دوربین برای فیلمبرداری استفاده شد که دو تای آن‌ها ساخت پاناویژن بودند و یکی دیگر نیز بدست خود فریک برای فیلمبرداری فاصله‌های زمانی طراحی شده‌بود. صحنه‌ها را بر نوارهای نگاتیو ۶۵ میلی‌متری فیلمبرداری کرده و به فرمت دی سی پی (بسته سینمای دیجیتالی) تبدیل می‌کردند. مگدیسون این پروسه را چنین بیا کرده‌است: «ما از دو روش که فکر می‌کنیم بهترین تکنولوژی‌های حاضر هستند استفاده کرده‌ایم؛ به بهترین شکل فیلم‌ها را گرفته و به بهترین شکل خروجی تبدیلش می‌کنیم. با این‌کار در بخش دیجیتالی می‌توانیم تصاویر را بهتر کرده و ذخیره کنیم.» آن‌ها در باراکا نگاتیوها را با بریدن ویرایش می‌کردند اما در اینجا آن‌ها را اسکن کرده و به صورت دیجیتالی تدوین کردند. آن‌ها از پروسه تلسین برای فرمت فیلم به پرورس برای ویرایش آن بهره بردند.
موسیقی فیلم بدست مایکل استیرن، لیزا جرارد و مارسلو دی فرانسیسکی ساخته شده‌است. استیرن در فیلم‌های باراکا و کرونوس و جرارد در فیلم باراکا با آن‌ها همکاری کرد. برخلاف باراکا، سمساره را بدون آهنگ ویرایش کردند و آهنگسازها بر بخش‌های جداگانه فیلم کار کردند. فیلمسزان سپس بخش‌های فیلم را به یکدیگر پیوستند. مگدیسون گفته‌است: «قطعات موسیقی آن تفسیری ذهنی از تصاویر دیداری آن بخش‌ها هستند و می‌توان آنها را تفسیر موسیقی‌وار تصاویر دانست.» صداگذاری کار بین ۶ تا ۷ ماه زمان برد.
فیلمسازان توانستند که صحنه‌ای از زائران به دور کعبه را فیلم بگیرند. آن‌ها این کار را از یک ساختمان چهل طبقه که به تازگی اطراف کعبه ساخته شده‌بود انجام دادند و با اجازه صاحب ساختمان بوده‌است.
چندین صحنه از این فیلم به ساخت و آیین پیرامون ماندالای ماسه‌ای اختصاص یافته‌است.

## بازخوردها
راتن تومیتوس به آن بنا بر ۷۷ نقد، امتیاز ۷۷٪ و رتبه ۶٫۹ از ۱۰ داده‌است.
در متاکریتیک این فیلم موفق به دریافت امتیاز ۶۵٪ برپایه ۲۴ نقد شد.
کنت توران در لس‌آنجلس تایمز آن را «ناامیدکننده و زیبا» دانسته و گفته ناامیدکننده است که فیلم‌سازان از مکان‌های گمنام دیگری نام نبرده‌اند. همچنین از تصاویر مبهوت‌کننده آن نام برده‌است و نتیجه‌گیری کرده: «برخی از تصاویر به هم ربط دارند همچون تصویر مهمات و پرتره سربازان زخمی؛ درحالیکه بقیه اینطور نیستند. تصاویر شوکه‌کننده خرابی‌های طوفان کاترینا زیبا هستند اما چرا پس از تصاویر کاخ ورسای آمده‌اند؟ فیلمسازان سمساره خواسته‌اند که ذهن ما را آزاد سازند اما با این کارها بیشتر ما را گرفتار کرده‌اند.»
راجر ایبرت در شیکاگو سان-تایمز سمساره را به خاطر «تجربیه متعالی» اش ستوده‌است و تصاویر آنرا «قدرتمند، گاهی باشکوه، گاهی شوکه‌کننده و همرا با دقت و در بیشترین وضوح» دانسته‌است. ایبرت گفته که بخش‌هایی از تصاویر فیلم از ذهن ما ناپدید می‌شوند که دلیل گم‌شدن آن‌ها را در صحنه‌های بعدی درمی‌یابیم.
کتی والش، که در ایندی‌وایر می‌نویسد، سمساره را تحسین کرده و آن را یک «موفقیت تکنیکی» خوانده و گفته که از تکنیک‌های جنبش مونتاژ شوروی بهره برده‌است. والش گفته که سمساره به فیلم مردی با دوربین فیلم‌برداری شبیه است ولی ایده آن به بلندی ارتفاعات جهانی روح است.

## مکان‌های تصویربرداری
در سمساره، تصاویر نزدیک به ۱۰۰ محل در ۲۵ کشور جهان آمده‌است. این کشورها عبارتند از: آنگولا، برزیل، چین، دانمارک، مصر، اتیوپی، فرانسه، غنا، هنگ کنگ، هند، اندونزی، اسراییل، ایتالیا، ژاپن، اردن، مالی، میانمار، نامیبیا، فیلیپین، عربستان، کره جنوبی، تایلند، ترکیه، امارات متحده عربی، ایالات متحده آمریکا.

### آفریقا
آنگولا
- آبشار اپوپا

مصر
- موزه مصر]
- مجموعه اهرام جیزه
- شهر مردگان

اتیوپی
- روستای مورسای در دره اولو

غنا
- مغازه تابوت، سودوم ن گومورا، آکرا

مالی
- مسجد بزرگ در دجن
- روستای دوگون، پرتگاه باندیاگارا
- خانه‌های صخره‌ای نزدیک ترلی

نامیبیا
- سسوسولی - پارک ملی نامیب-ناوکلوفت
- لودریتز - کولمندسکوپ
- روستای هیمبا - کوئنه
- ساحل اسکلت

### آسیا
چین
- مدرسه هنرهای رزمی تاگو، ژنگژو
- شانگهای
- شهر چانچگچون، استان جیلین
- شهر ژانگژو، استان فوجیان
- پکن (رقص بودای هزار دست)

هنگ کنگ
- هتل لان کوای فونگ

هند
- معبد تیکسه، له، لداخ

اندونزی
- بنیاد هنر تری پوساکا ساکتی
- معدن سولفور کاواه ایجن، جاوه شرقی

اسرائیل
- کلیسای ردیمر، اورشلیم
- دیوار ندبه، اورشلیم

ژاپن
- محوطه گلف لوت کاساس، استان چیبا

تصویری از رقص بودای هزاردست در فیلم، که به‌طور نمادین جزء بودن انسان از کل را به تصویر می‌کشد.

- کارخانه اسباب‌بازی وای‌کا تسوچیا شوکای، توکیو
- دانشگاه اوزاکا
- آتری، کیوتو
- زیارتگاه فوشیمی ایناری، کیوتو
- توشیمائن، توکیو
- پارک یویوگی، توکیو
- سالن نمایشگاه کوگیو، توکیو
- مؤسسه بین‌المللی پژوهش ارتباطات پیشرفته، توکیو

اردن
- پترا

میانمار
- باگان، ماندالای
- کوه پوپا، معبد پوپا تاونگکالاف
- معبد مینگون

فلسطین
- محل بازرسی نابلس، کرانه باختری
- بیت‌اللحم

فیلیپین
- زندان سی‌پی‌دی‌آرسی، شهر سبو
- محل دفن زباله پایاتاس، کزون سیتی
- شرکت تسلیحات فیلیپین
- خیابان‌های مانیل

عربستان سعودی
- مسجدالحرام، مکه

کره جنوبی
- ناحیه غیرنظامی، پانمونجوم
- هیوندای گلوویس، شرکت شیپیارد، سئول

تایلند
- بار گوگو، نانا پلازا، بانکوک
- موزه پزشکی سیریراج، بانکوک

ترکیه
- کوه نمرود، آدیامان
- کاپادوکیه
- مسجد سلطان احمد، استانبول

امارت متحده عربی
- اسکی دوبی
- بازار دوبی
- برج خلیفه
- هتل برج‌العرب
- گسترش جزیره نخل

### اروپا
دانمارک
- موزه موسگارد
- موزه سیلکبورگ
- مرغداری ماریسمیند
- بوگلی سوینپروداکشن

فرانسه
- قصر ورسای
- سنت چاپله، پاریس
- کوه سنت میشل
- کلیسای نوتردام پاریس
- متروی پاریس
- مون بلان
- آگویله دو میدی
- الیویر د ساگازان، پاریس

ایتالیا
- گالری ویتوریو امانوئل، میلان
- تئاترو آلا اسکالا
- کاتاکومبه د کاپوچینی، پالرمو
- کلیسای سن پیر، واتیکان

### آمریکا
برزیل
- کلیسای دیوینو سالوادور، سائو پائولو
- ایستگا متروی اس‌ای، سائو پائولو
- پارایسوپولیس فاولا، سائو پائولو

ایالات متحده آمریکا
- هانتس مسا، مانیومنت ولی، آریزونا
- کیلاوئا، هاوایی
- ناینت وارد، نیو اورلئانز، لوییزیانا
- دلیکیت آرک، پارک ملی آرچز، یوتا